# Urasoe
Urasoe (japanisch 浦添市, -shi; Okinawanisch Urashī) ist eine Stadt auf Okinawa Hontō in der Präfektur Okinawa, Japan.
Urasoe liegt nördlich von Naha.

## Geschichte
Vom 13. Jahrhundert bis ins frühe 15. Jahrhundert war Urasoe die Hauptstadt des Fürstentums Chūzan. In dieser Zeit war die Burg von Urasoe die größte Okinawas.

## Verkehr
- Straße
  - Okinawa-Autobahn
  - Nationalstraße 58,330

## Städtepartnerschaften
- Quanzhou (China)

## Angrenzende Städte und Gemeinden
- Naha
- Ginowan
- Nishihara

## Persönlichkeiten
- Ayaka Ikehara (* 1990), Handballspielerin
- Taishi Sunagawa (* 1990), Fußballspieler

## Weblinks

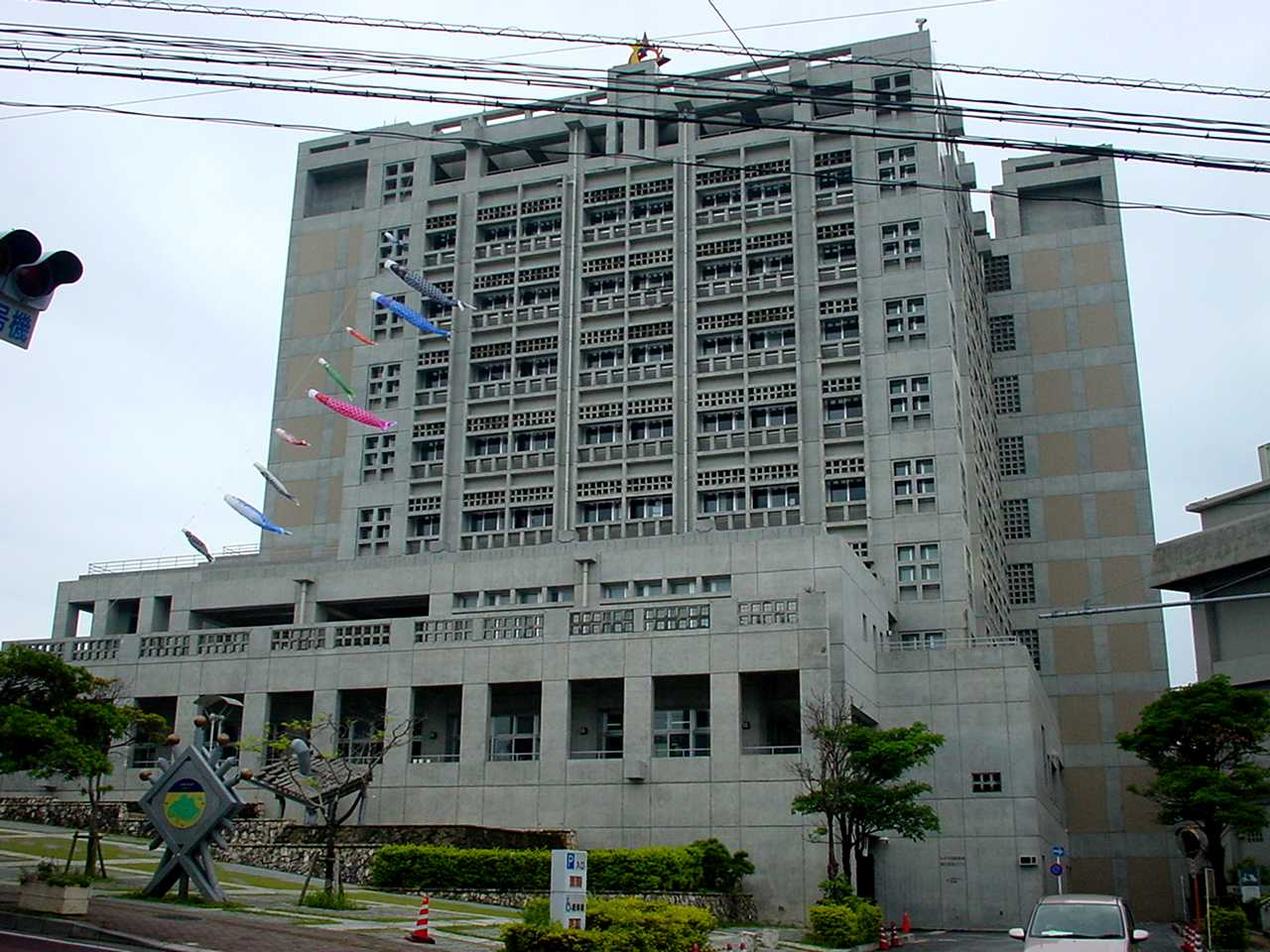
Rathaus von Urasoe